# Carlo Bertelli
Carlo Bertelli (Roma, 6 agosto 1930) è uno storico dell'arte e funzionario italiano, specialista dell'arte medievale.

## Biografia
Studiò Lettere all'Università di Roma e al Warburg Institute di Londra, specializzandosi poi nello studio dell'Arte tardoantica e dell'arte medievale, allievo di Mario Salmi, Pietro Toesca, Otto Pächt, e Richard Krautheimer. Nel 1958 sposò Ilaria Toesca, anche lei storica dell'arte. Inoltre era fratello di Sergio Bertelli, storico di fama. 
Redattore dell'Enciclopedia dell'arte antica dell'Istituto Treccani dal 1956 al 1977, ispettore dell'Istituto centrale per il restauro dal 1958, svolse un ruolo fondamentale durante gli anni della sua direzione del Gabinetto fotografico nazionale (1963-1973); Bertelli privilegiò, infatti, la fotografia come testimonianza storica e fonte attendibile.
Nel 1973 assunse la direzione della Calcografia Nazionale, che nel 1975 si unì con il Gabinetto nazionale delle stampe, dando origine all'Istituto nazionale per la grafica. Dal 1978 al 1984 fu sovrintendente a Milano e Lombardia occidentale (province di Milano, Sondrio, Bergamo, Como, Varese, Pavia, Brescia). Conclusa la sua attività di funzionario e dirigente dell'Amministrazione delle Belle arti dello Stato italiano, divenne professore presso l'Università di Losanna e, successivamente, presso l'Accademia di architettura di Mendrisio.